# Giulia Niccolai
Giulia Niccolai (Milano, 21 dicembre 1934 – Alassio, 22 giugno 2021) è stata una poetessa, scrittrice, traduttrice, fotografa italiana.

## Biografia
Di madre statunitense e padre italiano, frequenta giovanissima gli intellettuali del Bar Jamaica e si lega al Gruppo 63.
Nel 1966 pubblica da Feltrinelli il suo primo romanzo: Il grande angolo con prefazione di Giorgio Manganelli.
A lungo legata sentimentalmente ad Adriano Spatola, nel 1972 fonda con lui, a Mulino di Bazzano, nell'Appennino Parmense, la rivista di poesia Tam Tam e l'omonima collana di poesia sperimentale.
Si occupa di poesia concreta, poesia visuale, poesia sonora. Pratica il nonsense nella raccolta Greenwich. Successivamente si dedica alla poesia lineare. Partecipa a numerose esposizioni di poesia visuale e nel 1979 cura con Adriano Spatola la rassegna Concreto & Visuale all'Università di Sydney e alla National Gallery di Melbourne, nello stesso anno entra a far parte del gruppo di poesia sonora Dolce Stil Suono, con Adriano e Tiziano Spatola, Sergio Cena, Agostino Contò, Arrigo Lora Totino, Giovanni Fontana, Milli Graffi.
Il volume Harry's Bar e altre poesie (1969-1980), pubblicato dall'editore Feltrinelli nel 1981, raccoglie i testi sperimentali già pubblicati dalle edizioni Geiger e la raccolta Prima e dopo la Stein.
Dopo la separazione da Adriano Spatola, ha vissuto a lungo in India, dove si raccoglie in meditazione e abbraccia il buddismo, divenendo monaca buddista nel 1990. 
Ha tradotto autori di lingua inglese, tra i quali Gertrude Stein, Virginia Woolf, Patricia Highsmith, Dylan Thomas. 
La fine della relazione fra Spatola e la Niccolai è narrata nella canzone Scirocco di Francesco Guccini.

## Opere letterarie

### Prosa
- Il grande angolo (romanzo), Feltrinelli, Milano 1966;
- AA. V.V., Escursioni sulla Via Emilia (racconto), Feltrinelli, Milano 1985;
- AA. V.V., Autodizionario degli scrittori italiani, a cura di Felice Piemontese, Leonardo, Milano 1990;
- Esoterico biliardo, Archinto, Milano 2001;
- Le due sponde: spazio/tempo - oriente/occidente, Archinto, Milano 2006;
- Il grande angolo (nuova edizione a cura di Milli Graffi), Oèdipus, Salerno 2014;
- Un intenso sentimento di stupore (a cura di Silvia Mazzucchelli, postfazione di Marco Belpoliti), Einaudi, 2023

### Poesia
- Humpty Dumpty, Geiger, Torino, 1969;
- Greenwich, Geiger, Torino, 1971;
- Poema & Oggetto (poesia visuale), Geiger, Torino 1974;
- Substitution, Red Hill Press, Los Angeles, 1975 (testo in italiano e in inglese);
- Facsimile (fotografia concettuale), Tau/ma, Reggio Emilia 1976;
- Russky Salad Ballads & Webster Poems, Geiger, Torino, 1977;
- Harry's Bar e altre poesie (1969-1980), Feltrinelli, Milano 1981;
- Singsong for New Year's Adam & Eve (poesia in lingua inglese), Tam Tam, Mulino di Bazzano, 1982;
- Lettera aperta (cartella di grafica e poesia), Campanotto Editore, Udine 1983;
- Frisbees in facoltà (poesia), El Bagatt, Bergamo 1984;
- Frisbees (poesie da lanciare), Campanotto, Udine 1994, Premio Feronia-Città di Fiano 1995;
- AA. V.V., Incontri di poesia, a cura di Luisa Ricaldone, Trauben edizioni, Torino 2000;
- La misura del respiro. Poesie scelte, Anterem, Verona, 2002;
- Poemi & Oggetti (Poesie complete), a cura di Milli Graffi, pag.416, Casa Editrice Le Lettere, Firenze 2012;
- Frisbees della vecchiaia, Campanotto, Udine 2012;
- Cos'è 'poesia', Edizioni del Verri, Milano 2012;
- Foto & Frisbee (introduzione di Cecilia Bello Minciacchi), Oèdipus, Salerno 2016;

### Traduzioni
- Gertrude Stein, La storia geografica dell'America, La Tartaruga, Milano, 1980
- Dylan Thomas, Il mio Natale nel Galles, Emme Edizioni, Milano, 1981
- Virginia Woolf, La vedova e il pappagallo, Emme Edizioni, Milano, 1984
- Amanda Cross, Un delitto per James Joyce, La Tartaruga, Milano, 1985
- Stein come pietra miliare, in Le traduzioni italiane di Hermann Melville e Gertrude Stein, Estratto, Istituto Veneto di Scienze, Lettere ed Arti, Venezia, 1997.

## Poesia sonora
- Baobab, n° 1, Ed. Publiart, Reggio Emilia, 1978
- Baobab, n° 2, Ed. Publiart, Reggio Emilia, 1978
- Baobab, n° 3, Oggi Poesia Domani, Ed. Publiart, Reggio Emilia, 1979
- Baobab, n° 4, Il dolce stil suono, Ed. Publiart Bazar, Reggio Emilia, 1980
- Baobab, n° 11, Baobab Femme, Ed. Publiart Bazar, Reggio Emilia, 1982
- Baobab, n° 18, Storia della poesia sonora, a cura di Arrigo Lora Totino, Ed. Elytra, Reggio Emilia, 1989
- Verbivocovisual – Antologia di poesia sonora 1964-2004, a cura di Giovanni Fontana, CD allegato a “Il Verri”, n° 25, Ed. Monogramma, Milano, 2004

## Mostre
- BAU GPS – Global Participation System, GAMC, Palazzo delle Muse, Viareggio, 2017[8].
- Dalla Poesia Concreta alla Poesia Visiva, Galleria Arionte Arte Contemporanea, 2014[9].
- Cent'anni di scrittura visuale in Italia 1912-2012 - I Classici (mostra dedicata agli artisti che parteciparono nel 1973 alla mostra organizzata da Luigi Ballerini alla GAM di Torino con il titolo Scrittura visuale in Italia 1912 - 1972), Museo della Carale Accattino, Ivrea, 2012.

## Interviste
- "[dia•foria Colloquiale n°13 con Giulia Niccolai", Giulia Niccolai intervistata da Daniele Poletti e Ermanno Moretti, Milano 2017[10].
- "Lo spazio tra le colonne", Giulia Niccolai intervistata da Bianca Tarozzi - Regia di Eleonora Ievolella, Milano 2008.